# Michael Lamp
Michael Lamp (* 10. November 1977) ist ein dänischer Badmintonspieler.

## Karriere
Michael Lamp gewann 1997 die Slovak International und im Folgejahr die Scottish Open. 1999 siegte er bei den US Open und erneut bei den Scottish Open. 2001 gewann er die Bitburger Open und 2003 die Spanish International.

## Sportliche Erfolge
| Saison    | Veranstaltung                                    | Disziplin    | Platz | Name                                         |
| --------- | ------------------------------------------------ | ------------ | ----- | -------------------------------------------- |
| 1995/1996 | Dänemark: Einzelmeisterschaften der Junioren U19 | Mixed        | 1     | Michael Lamp / Pernille Danielsson, Lillerød |
| 1997      | Slovak International                             | Mixed        | 1     | Michael Lamp / Rikke Broen                   |
| 1998      | Scottish Open                                    | Herrendoppel | 1     | Michael Lamp / Martin Lundgaard Hansen       |
| 1998      | Scottish Open                                    | Mixed        | 1     | Michael Lamp / Mette Schjoldager             |
| 1999      | US Open                                          | Herrendoppel | 1     | Michael Lamp / Jonas Rasmussen               |
| 1999      | Taiwan Open                                      | Mixed        | 5     | Michael Lamp / Mette Schjoldager             |
| 1999      | Scottish Open                                    | Herrendoppel | 1     | Michael Lamp / Jonas Rasmussen               |
| 1999/2000 | Deutschland: Internationale Meisterschaften      | Herrendoppel | 2     | Jonas Rasmussen / Michael Lamp               |
| 2000      | Swedish Open                                     | Herrendoppel | 2     | Jonas Rasmussen / Michael Lamp               |
| 2001      | Bitburger Open                                   | Herrendoppel | 1     | Michael Søgaard / Michael Lamp               |
| 2001      | Swiss Open                                       | Mixed        | 3     | Michael Lamp / Ann-Lou Jørgensen             |
| 2001      | Indonesian Open                                  | Mixed        | 5     | Michael Lamp / Ann-Lou Jørgensen             |
| 2002      | China: Internationale Meisterschaften            | Herrendoppel | 5     | Michael Lamp / Mathias Boe                   |
| 2002      | China: Internationale Meisterschaften            | Mixed        | 3     | Michael Lamp / Ann-Lou Jørgensen             |
| 2003      | Spanish International                            | Herrendoppel | 1     | Michael Lamp / Mathias Boe                   |
| 2003      | China: Internationale Meisterschaften            | Mixed        | 3     | Michael Lamp / Ann-Lou Jørgensen             |